# Euchrysops orientalis
Euchrysops orientalis är en fjärilsart som beskrevs av Gustaaf Hulstaert 1924. Euchrysops orientalis ingår i släktet Euchrysops och familjen juvelvingar. Inga underarter finns listade i Catalogue of Life.